# Bistrica (Drava, Selnica)
Bístrica (tudi Selniška Bistrica; zgornji tok nem. Großwalzer Grenzbach) je levi pritok Drave iz vzhodnega dela Kozjaka. Izvira v gozdnati grapi na severnem pobočju Jarčevega vrha (961 m) na območju razloženega naselja Sveti Duh na Ostrem vrhu. Po nekaj sto metrih doseže slovensko-avstrijsko državno mejo in teče po mejni grapi dobra dva kilometra daleč proti severovzhodu, nato se obrne proti jugovzhodu. Tu dobi z leve pritok Schmirnbach (slov. Žlemberk), na katerem je več ribnikov, ki so nekoč pripadali bližnjemu gradu Schmirnberg (slov. Žlemberk). Potok se tu usmeri proti jugu in teče po ozki dolini skozi razložena naselja Veliki Boč, Zgornji Slemen, Spodnji Boč in Spodnji Slemen, pri Spodnji Selnici pa vstopi v širšo dravsko dolino in se nekoliko niže izliva v Dravo.
Na celotnem toku je Bistrica vrezala globoko in ozko dolino v različne metamorfne kamnine (predvsem gnajs in amfibolit), vanjo pa se z obeh strani iz ozkih in globokih grap stekajo številni kratki potoki, nekoliko daljši iz Jarčeve in Lipuševe grabe z leve strani ter Papeževe grabe z desne.
Dolina Bistrice je večinoma ozka in s strmimi pobočji, le mestoma je v njej malo ravnega dna, potoki iz bližnjih grap pa so vanjo nasuli bolj ali manj izrazite vršaje. V preteklosti je bila dolina skoraj povsem nenaseljena in brez ceste, zdaj poteka po njej regionalna cesta Sp. Selnica–Sveti Duh na Ostrem vrhu. Ob njej so v zadnjih desetletjih ponekod nastale številne novogradnje, medtem ko so samotne kmetije razmeščene po okoliških širokih slemenih. Pred izlivom v Dravo je bilo nekoč v Spodnji Selnici več žag, številne manjše so bile tudi višje v ozki dolini. Na jožefinskem vojaškem zemljevidu je ime potoka zapisano v nemški obliki kot Bistricza Bach.
Struga potoka je v celoti ohranjena v naravnem stanju, deloma je v živoskalni podlagi, deloma teče potok po lastnih naplavinah. Obdaja jo ozek, sklenjen pas obvodnega grmovnega in drevesnega rastja, v zgornjem toku teče večinoma skozi gozd.
Ozka dolina ob zgornjem toku Bistrice, po kateri poteka državna meja, se v nemškem jeziku imenuje Huberklamm, po njej poteka po avstrijski strani neoznačena planinska pot oziroma ozka gozdna cesta.